# Ștefan Rusu
Ștefan Rusu (* 2. února 1956 Rădăuți, Rumunsko) je bývalý rumunský zápasník, reprezentant v zápase řecko-římském.
V roce 1976 na olympijských hrách v Montrealu v kategorii do 68 kg vybojoval stříbrnou, v roce 1980 na hrách v Moskvě ve stejné kategorii zlatou a v roce 1988 na hrách v Los Angeles v kategorii do 74 kg bronzovou medaili.
V roce 1978 a 1982 vybojoval zlato, v roce 1985 stříbro a v roce 1981 bronz na mistrovství světa. V roce 1977 vybojoval páté a v roce 1983 čtvrté místo. Na mistrovství Evropy vybojoval pětkrát zlato (1978, 1979, 1980, 1981 a 1985), dvakrát stříbro (1976, 1977) a jednou bronz (1983). Dvakrát vybojoval páté (1982, 1986) a dvakrát šesté (1975, 1984) místo.